# Johan Sippo van Harinxma thoe Slooten (1848-1904)
Johan Sippo baron van Harinxma thoe Slooten (Beetsterzwaag 16 februari 1848 - Den Haag, 4 april 1904) was burgemeester van Leeuwarden en Den Haag.
J.S. van Harinxma is de zoon van Maurits Pico Diderik baron van Harinxma thoe Slooten en Jkvr. Clara Feyona van Eysinga. In 1868 gaat hij rechten studeren aan de Universiteit van Leiden. Na zijn promotie wordt hij advocaat. Hij trouwt op 8 juli 1874 met Anna Clara Electa Walburga barones Collot d'Escury. 

## Carrière
Het jonggetrouwde echtpaar vestigt zich in Leeuwarden, waar hij advocaat bij het provinciaal gerechtshof van Friesland en de arrondissementsrechtbank wordt, jaren als rechter-plaatsvervanger.
Ze krijgen daar drie kinderen, die allen met een Harinxma trouwen:
- Mr. Maurits Johan Pico Diederik (28 augustus 1875) trouwt met Clara Feyona van Harinxma (Beetsterzwaag, 7 mei 1874);
- Maria (4 november 1876) trouwt met Mr. Albertus van Harinxma (Beetsterzwaag, 4 mei 1872);
- Clara Feyona (12 augustus 1878 - 1929) trouwt met Mr. Pieter Albert Vincent van Harinxma, sedert 1911 commissaris der Koningin in Friesland. Hij is bijgezet in het graf van de familie Collot d'Escury in Minnertsga.

Ook het onderwijs trekt hem aan. Hij wordt schoolopziener in het arrondissement Beetsterzwaag en lid van de commissiën op het lager- en middelbaar onderwijs. 
In 1879 wordt hij door de liberale kiesvereniging tot candidaat voor den gemeenteraad in Leeuwarden gesteld en als lid van den Raad gekozen. Hij wordt jaren achtereen herkozen aan het einde van zijn termijn. 
In 1886 verschijnt er een bericht in de Leeuwarder Courant dat leerlingen van het gymnasium en de Rijkshoogere burgerschool een kaatsvereeniging is opgericht met de naam "Greate Hantsje" naar de beroemde kaatser Johannes Nijdam. Harinxma zit in het bestuur. Nog datzelfde jaar wordt de naam veranderd in Leeuwarder Kaatsvereeniging Greate Hantsje.
In 1892 wordt Harinxma benoemd tot burgemeester van Leeuwarden ter vervanging van  Pieter Lycklama à Nijeholt, die burgemeester wordt van Rotterdam. In maart kondigt hij in de Raad aan dat Leeuwarden dat jaar bezocht zal worden door twee koninginnen: de 12-jarige koningin Wilhelmina en haar moeder de koningin-regentes Emma. De koninginnen blijven vijf dagen en logeren in het koninklijk paleis aan het Hofplein, dat koning Willem III in 1880 aan het rijk heeft afgestaan om als ambtswoning van de commissaris van de koning(in) te dienen.
Op 25 mei 1898 wordt hij benoemd tot burgemeester van Den Haag.
Hij laat de Amsterdamse Veerkade met haar verlenging, Stille Veerkade en de daarin uitlopende Paviljoensgracht dempen.  Het stadsbestuur wil op deze manier van de stank en ziektes afkomen, maar bouwmeester C. H. Peters is er fel tegen. De Amsterdamse Veerkade dateert uit 1640. Vandaar ging een pakschuitdienst naar Amsterdam en dit had veel welvaart naar Den Haag gebracht.
Burgemeester Van Harinxma overlijdt in 1904 in Den Haag en wordt opgevolgd door Emile Claude Sweerts de Landas Wyborgh.